# Denise Parker
Denise Parker, później Smith (ur. 12 grudnia 1973 w Salt Lake City) – amerykańska łuczniczka sportowa. Brązowa medalistka olimpijska z Seulu (1988) w drużynie i uczestniczka igrzysk olimpijskich (1992, 2000), 12-krotna złota medalistka igrzysk panamerykańskich.
W 1988 roku Parker zdobyła brązowy medal olimpijski w drużynie wraz z reprezentacją Stanów Zjednoczonych mając zaledwie 14 lat. Na tych samych igrzyskach indywidualnie zajęła 21. miejsce. Na igrzyskach w 1992 roku w Barcelonie indywidualnie była piąta, zaś wraz z drużyną zajęła ósmą lokatę. Jej ostatnim występem olimpijskim było Sydney w 2000 roku, gdzie indywidualnie zajęła 44. lokatę, zaś drużynowo miejsce piąte.
Startowała w czterech edycjach igrzysk panamerykańskich (1987, 1991, 1995, 1999). Pierwszy raz w 1987 roku, gdzie mając 13 lat zdobyła złoto indywidualnie i drużynowo. Ogółem, we wszystkich swoich występach na igrzyskach panamerykańskich zdobyła 15 medali, w tym aż 12 złotych.
W 2000 roku, po igrzyskach zaczęła pracować w dziale public relations w organizacji sportowej, a następnie w 2009 roku została prezesem USA Archery (Amerykańskiego Związku Łuczniczego).

## Osiągnięcia
Igrzyska olimpijskie
- drużynowo (1988)